# Христо Ковачев
Христо Петров Ковачов  е български националреволюционер и общественик.

## Биография
Христо Ковачев е роден е през 1845 г. в град Сопот. Завършва училище при Йордан Ненов. Учителства в Пазарджик, село Райково и най-дълго в София. Пее като псалт в църквата Света Неделя. Занимава се с книжарство.
Близък съратник е на Васил Левски и съосновател на Софийския революционен комитет. Впоследствие е избран за секретар на комитета. Заловен е от турците и е съден по време на процеса срещу Апостола (1873). Заточен е в Диарбекир.
След Освобождението от османско владичество се завръща в родината, където заема редица административни постове. Секретар е на комитета за издигане Паметник на Васил Левски в София.
Христо Ковачев е увековечен в разказа на Иван Вазов „Апостолът в премеждие“. Днес на негово име в София е наречена улица, близо до булевард „Васил Левски“.